# Melkus

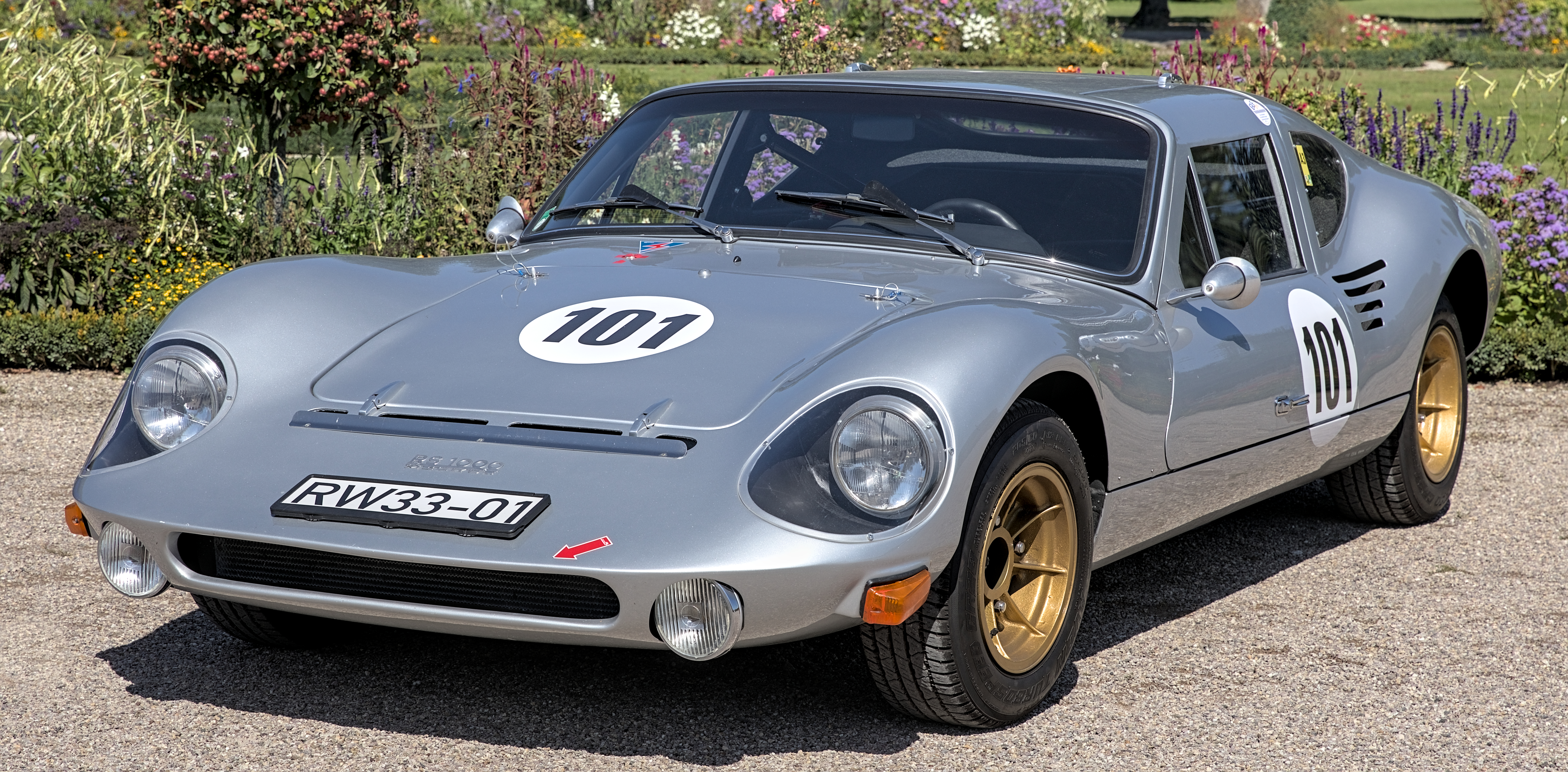
Melkus RS 1000

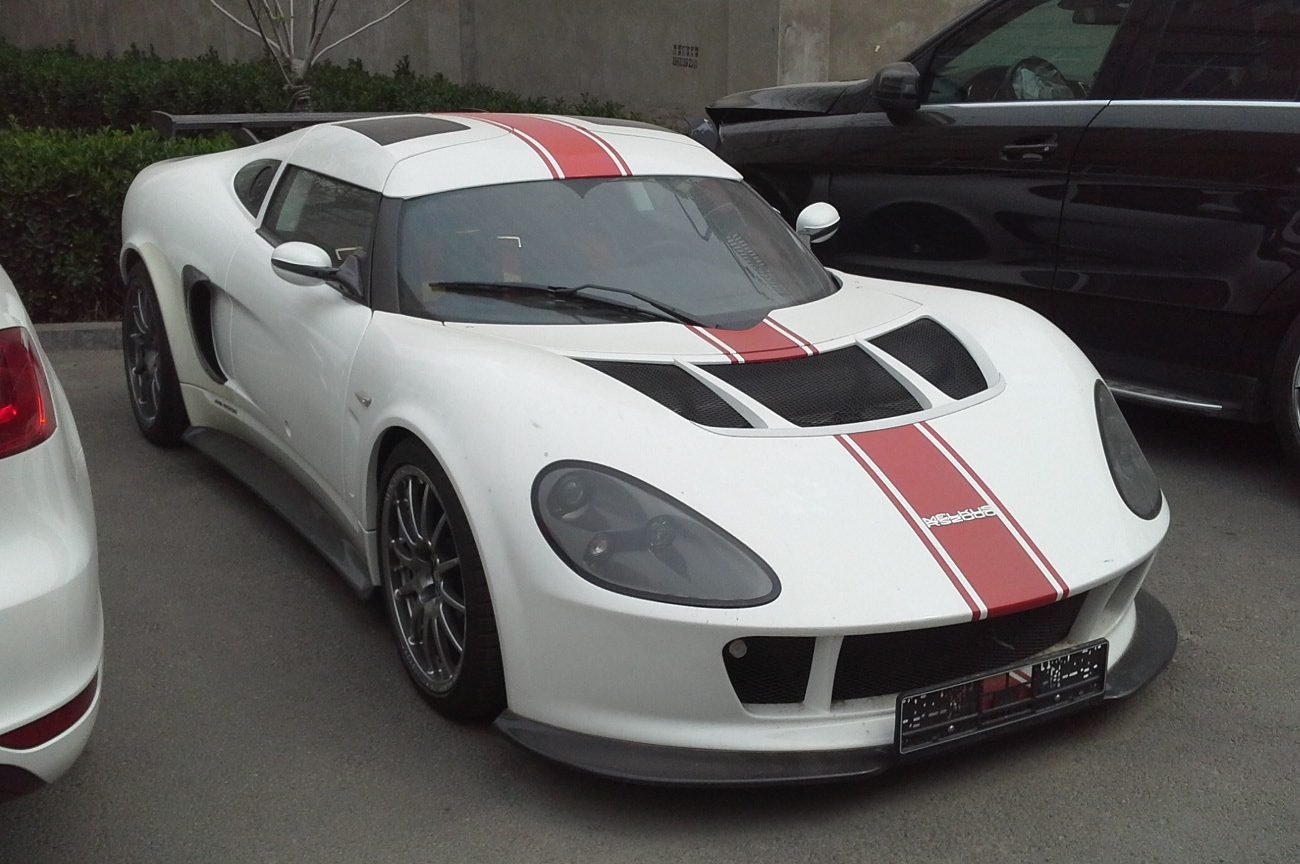
Melkus RS 2000

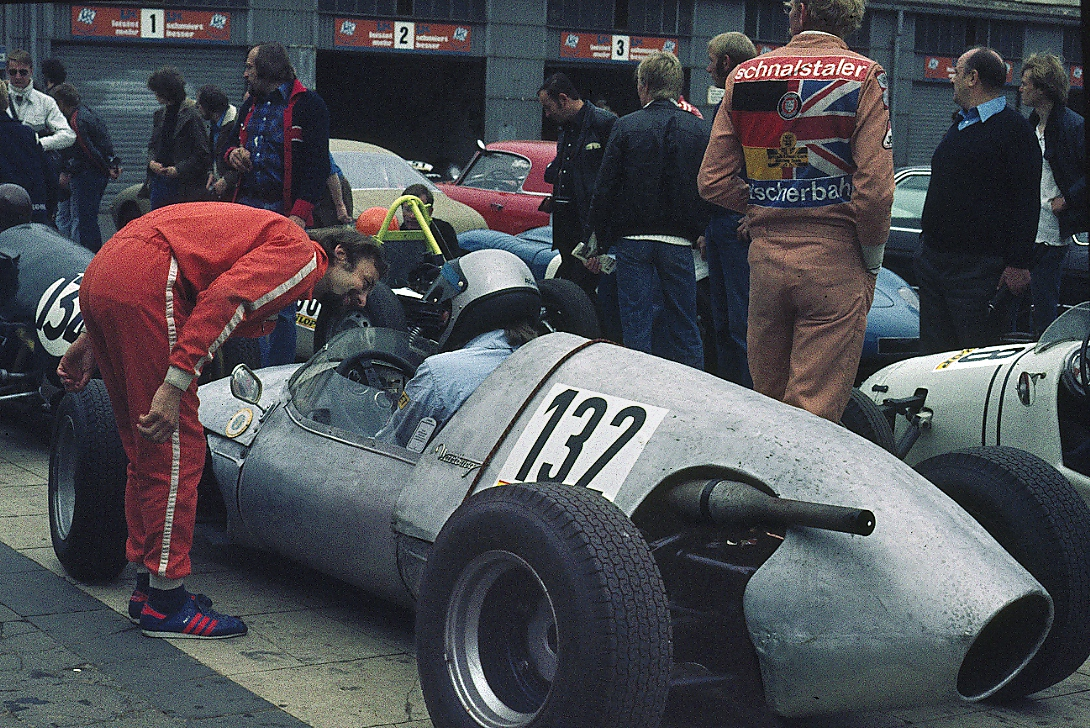
Melkus Formel Junior von 1959

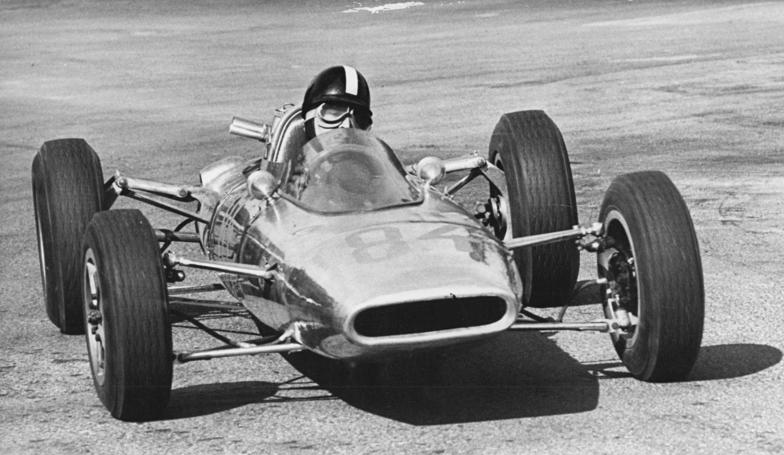
„Melkus Zigarre“, Formel 3 von 1964

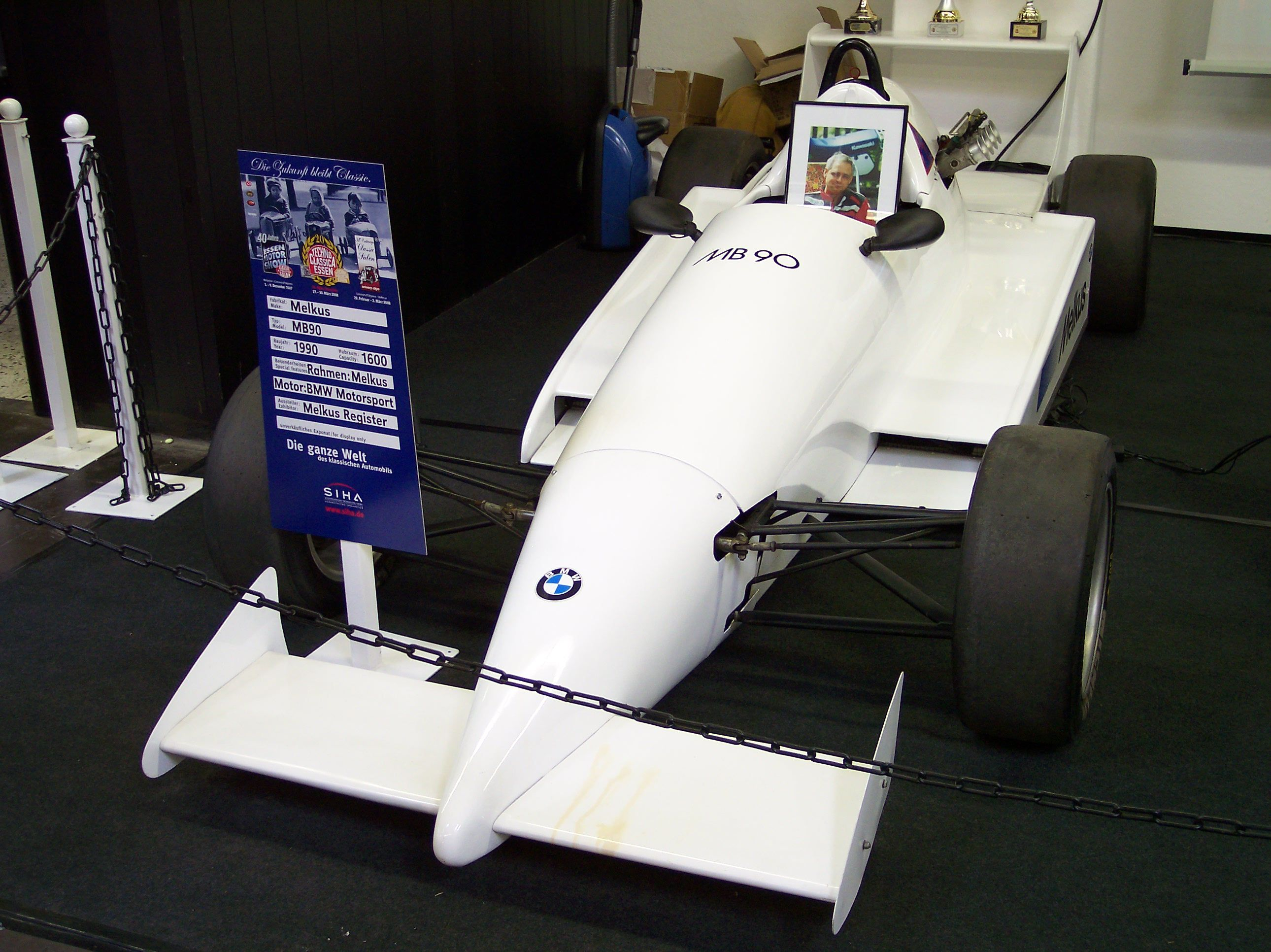
Melkus MB90, Kooperation mit BMW, 1990

Melkus ist ein deutscher Kleinserien-Automobilhersteller aus Dresden. Die Marke wird von der Familie Melkus gehalten und bereits in der dritten Generation geführt.

## Geschichte
Der Firmengründer Heinz Melkus führte von 1955 bis 1990 die Heinz Melkus KG, einen Fahrschulbetrieb mit angeschlossenem Sportwagenbau. Im Werkstattbetrieb konstruierte und fertigte Heinz Melkus eigene Renn- und Sportwagen und setzte sie bei internationalen Motorsportveranstaltungen ein.
1969 wurde mit dem Melkus RS 1000 ein straßenzugelassenes Modell präsentiert, der einzige Sportwagen der DDR. Der RS 1000 war ein straßentauglicher Mittelmotorsportwagen auf Basis des Wartburg 353. Von diesem Modell entstanden 101 Exemplare bis zur Produktionseinstellung im Jahr 1980.
Beide Söhne des Firmengründers, Ulli und Peter Melkus, arbeiteten bis 1990 im Familienbetrieb. Ulli Melkus übernahm in den 1970er Jahren die Werkstattleitung. Er war außerdem maßgeblich bei der Entwicklung des SRG MT 77 beteiligt und prägte als Techniker und Rennfahrer maßgeblich den Motorsport im Osten Europas. Bei einem Verkehrsunfall verunglückte Ulli Melkus am 18. Juni 1990 tödlich.
Im Jahr 1990 stellte sich das Unternehmen im Zuge der Wiedervereinigung neu auf. Die Autohaus Melkus GmbH wurde als erster BMW-Vertragshändler in den neuen Bundesländern gegründet und der Fahrschulbetrieb sowie der Sportwagenbau eingestellt.
Die Autohaus Melkus GmbH wurde von Peter und Birgit Melkus bis 2006 in Dresden geführt und anschließend an die Schloz-Wöllenstein Gruppe verkauft. Das Autohaus Melkus wird heute nicht mehr operativ von der Familie Melkus geführt, trägt aber weiterhin den Namen Melkus. 2013 wurde ein zweiter Standort des Autohaus Melkus in Chemnitz eröffnet.
Ronny Melkus, der Sohn von Ulli Melkus, wurde in den 1990er Jahren Berufsrennfahrer u. a. in der Formel 3 als Teamkollege von Ralf Schumacher und im Opel-Werksteam.

## Neuanfang beim Sportwagenbau
Mit der Gründung der Melkus Sportwagen KG durch Sepp Melkus (Sohn von Peter Melkus) wurde der Sportwagenbau im Jahr 2006 mit einer Neuauflage des Melkus RS 1000 „Heinz Melkus Edition“ wiederbelebt. 2009 wurde das Unternehmen in die Melkus Sportwagen GmbH umgewandelt, um eine moderne Neuentwicklung, den Melkus RS 2000, umzusetzen.
Im August 2012 meldete die Geschäftsführung Insolvenz an, da nicht genügend Fahrzeuge verkauft werden konnten.
Heute werden in kleinen Stückzahlen von Peter Melkus weiterhin Fahrzeuge des Typs Melkus RS 1000 GTR als rekonstruierender Neuaufbau gefertigt. Sepp Melkus arbeitet als Berater im Unternehmen seines Vaters sowie in anderen Sportwagenprojekten mit Ausrichtung auf Leichtbau-Karosserieentwicklungen – unter anderem brachte er sein Wissen beim Radeberger VSpeed V77 ein.
Im Mai 2014 fand auf dem Sachsenring im Rahmen der ADAC Sachsenring Classic ein Treffen von Melkus-Renn- und -Sportwagen statt. An den Präsentationsläufen nahmen über 40 Melkus-Fahrzeuge aller Epochen teil.

## Modelle
| 1954      | Melkus JAP: nach dem Vorbild Cooper, erste Eigenkonstruktion von Heinz Melkus                                        |
| 1959–1963 | Melkus Formel Junior: Anzahl: 24, erste Baureihe bekannt als „Ketten-Wartburg“                                       |
| 1964–1969 | Melkus Formel 3 – „Melkus Zigarre“; Anzahl: 92                                                                       |
| 1969–1979 | Melkus RS 1000: Anzahl: 101, Präsentation auf dem Autosalon in Brüssel 1970                                          |
| 1973      | Melkus PT 73 Spyder: Prototyp, erste Eigenkonstruktion von Ulli Melkus                                               |
| 1977–1982 | SRG MT 77: Anzahl: 25, Rennwagen für die Formel Easter                                                               |
| 1989      | Melkus ML89: Prototyp                                                                                                |
| 1990      | Melkus MB90: Anzahl: 2                                                                                               |
| 2006–2008 | Melkus RS 1000/RS 1600: Wiederauflage des Melkus RS 1000 – Anzahl: 15 / Melkus RS 1600 – Anzahl: 5                   |
| 2006–2009 | Entwicklung Melkus RS 2000: Prototyp, Präsentation auf der IAA – Internationalen Automobilausstellung Frankfurt 2009 |
| 2010–2012 | Melkus RS 2000: Insgesamt 18                                                                                         |
| seit 2012 | Fertigung Melkus RS 1000 GTR                                                                                         |